# Chibaniano
Nella scala dei tempi geologici, il Chibaniano (ex Ioniano, designazione del Pleistocene medio,sostituita nel 2020 da parte dell'Unione internazionale di scienze geologiche) è il terzo dei quattro piani  in cui è suddiviso il Pleistocene, la prima delle due epoche del Quaternario.
È compreso tra 774000 e 126 000 anni fa.
È preceduto dal Calabriano e seguito dal Tarantiano, designazione ancora informale dell'ultimo piano del Pleistocene.

## Etimologia
La denominazione di Ioniano era stata proposta per il terzo piano del Pleistocene perché gli affioramenti del periodo sono particolarmente evidenti nella costa italiana del mar Ionio ma il 17 gennaio 2020 lo IUGS ha ratificato la nuova denominazione di Chibaniano.

## Definizioni stratigrafiche e GSSP
La base dello Ioniano era stata localizzata all'inizio dell'inversione Brunhes-Matuyama, dal momento che il suo culmine coincide con la base del Pleistocene superiore, il quale a sua volta si fissa all'inizio dell'ultima interglaciale (cioè, lo stadio dell'isotopo marino 5) alla base dell'Olocene, ~10,5 ka (ka = mille anni). Adesso, con la nuova ratifica, la base del Pleistocene medio è stata localizzata nella prefettura di Chiba in Giappone in un sedimento situato su una scogliera.

### GSSP
Il GSSP, il profilo stratigrafico di riferimento della Commissione Internazionale di Stratigrafia, è situato nella penisola di Boso a sud della città di Ichihara nei pressi del fiume Yoro all'inizio dello stadio isotopico marino19

### Candidati stratigrafici
In passato le sezioni appropriate per definire la base del piano Ioniano erano state localizzate nell'Italia meridionale. Infatti, durante il Pleistocene inferiore e medio il margine Adriatico-Ionico venne caratterizzato da un tasso d'alta sedimentazione, in risposta all'intensa subsidenza tettonica differenziale e massiva del prodotto sedimentario. Sezioni candidate sono state quella di “Montalbano Jonico” (Valle Bradanica, Basilicata) e quella della “Valle di Manche Nord” (San Mauro Marchesato, Bacino di Crotone, Calabria).
Nel primo, una successione spettacolare di marne giacenti prima in profondità nell'Appennino, sono attualmente esposte, anche se sfortunatamente inadatte per l'analisi magnetostratigrafica. 
La più recente, rappresentata da una successione ascendente poco profonda che si sviluppò in un ambiente di piattaforma esterna, aveva il vantaggio di una chiara testimonianza biomagnetostratigrafica, e quindi di fornire un controllo più preciso dell'età.
Oltre a queste esposizioni, sono state prelevate nel Mar Ionio un numero di carote  (Sito 964) e nell'area del Canale di Sicilia-Capo Rossello (Sito 963) nel corso del programma di esplorazione Ocean Drilling Program, le quali si relazionavano bene con le sezioni su terra menzionate sopra in base a un significativo numero di criteri (magnetostratigrafia, biostratigrafia, stratigrafia della sapropel, isotopi stabili, tefrocronologia). L'intervallo corrispondente al piano Ioniano era particolarmente ben rappresentato nel sito 963, dove non venivano evidenziate torbidezza e/o lacune stratigrafiche. In ultimo, la sezione di Montalbano Ionico è stata la principale candidata per definire i confini Pleistocene inferiore - Pleistocene medio.
La scelta di Chiba come designazione ufficiale è dovuta in particolare al fatto che, come ha detto Makoto Okada esperto dell'universita di Ibaraki, le scogliere di Chiba contengono chiari segnali di cambiamento dell'inversione della polaritò terrestre e una grande quantità di fossili marini.

## Stadi della paleoclimatologia
- Preboreale
- Boreale
- Atlantico
- Subboreale
- Subatlantico

## Stadi faunistici
All'interno del Pleistocene medio si possono evidenziare alcuni stadi faunistici differenziabili in funzione della localizzazione geografica:
- Età dei mammiferi terrestri nordamericani
- Età dei mammiferi terrestri sudamericani
- Età dei mammiferi terrestri asiatici
- Età dei mammiferi terrestri europei